# Rufat Dadashov
Rufat Oleg oglu Dadashov (en azerí: Rüfət Oleq oğlu Dadaşov; Bakú, Azerbaiyán, 29 de septiembre de 1991) es un futbolista azerí. Juega de delantero y su equipo es el Dinamo de Berlín de la Regionalliga Nordost alemana. Es internacional absoluto con la selección de Azerbaiyán desde el año 2013.

## Trayectoria
Dadashov nació en Bakú de una familia de origen lezguino. Comenzó su carrera en Alemania, donde jugó en clubes de ligas regionales.
El 12 de enero de 2020 fichó por el Phoenix Rising FC de la USL de Estados Unidos. Tras año y medio allí, en agosto de 2021 regresó al fútbol alemán para jugar en el Schalke 04 II.

## Selección nacional
Debutó internacionalmente con la selección de Azerbaiyán el 1 de febrero de 2013 contra Uzbekistán en un encuentro amistoso.

## Clubes
| Club                    | País           | Año           |
| ----------------------- | -------------- | ------------- |
| SV Gonsenheim           | Alemania       | 2010-2012     |
| 1. FC Kaiserslautern II | Alemania       | 2012-2014     |
| SVN Zweibrücken         | Alemania       | 2014          |
| 1. FC Saarbrücken       | Alemania       | 2014-2015     |
| Germania Halberstadt    | Alemania       | 2015-2016     |
| ZFC Meuselwitz          | Alemania       | 2016-2017     |
| Dinamo de Berlín        | Alemania       | 2017-2018     |
| Preußen Münster         | Alemania       | 2018-2019     |
| Phoenix Rising          | Estados Unidos | 2020-2021     |
| Schalke 04 II           | Alemania       | 2021-2023     |
| Dinamo de Berlín        | Alemania       | 2023-presente |